# Stictopelta varians
Stictopelta varians är en insektsart som beskrevs av Fowler. Stictopelta varians ingår i släktet Stictopelta och familjen hornstritar. Inga underarter finns listade i Catalogue of Life.